# Pascal Jules
Pascal Jules (La Garenne-Colombes, 22 luglio 1961 – Bernay, 25 ottobre 1987) è stato un ciclista su strada francese.

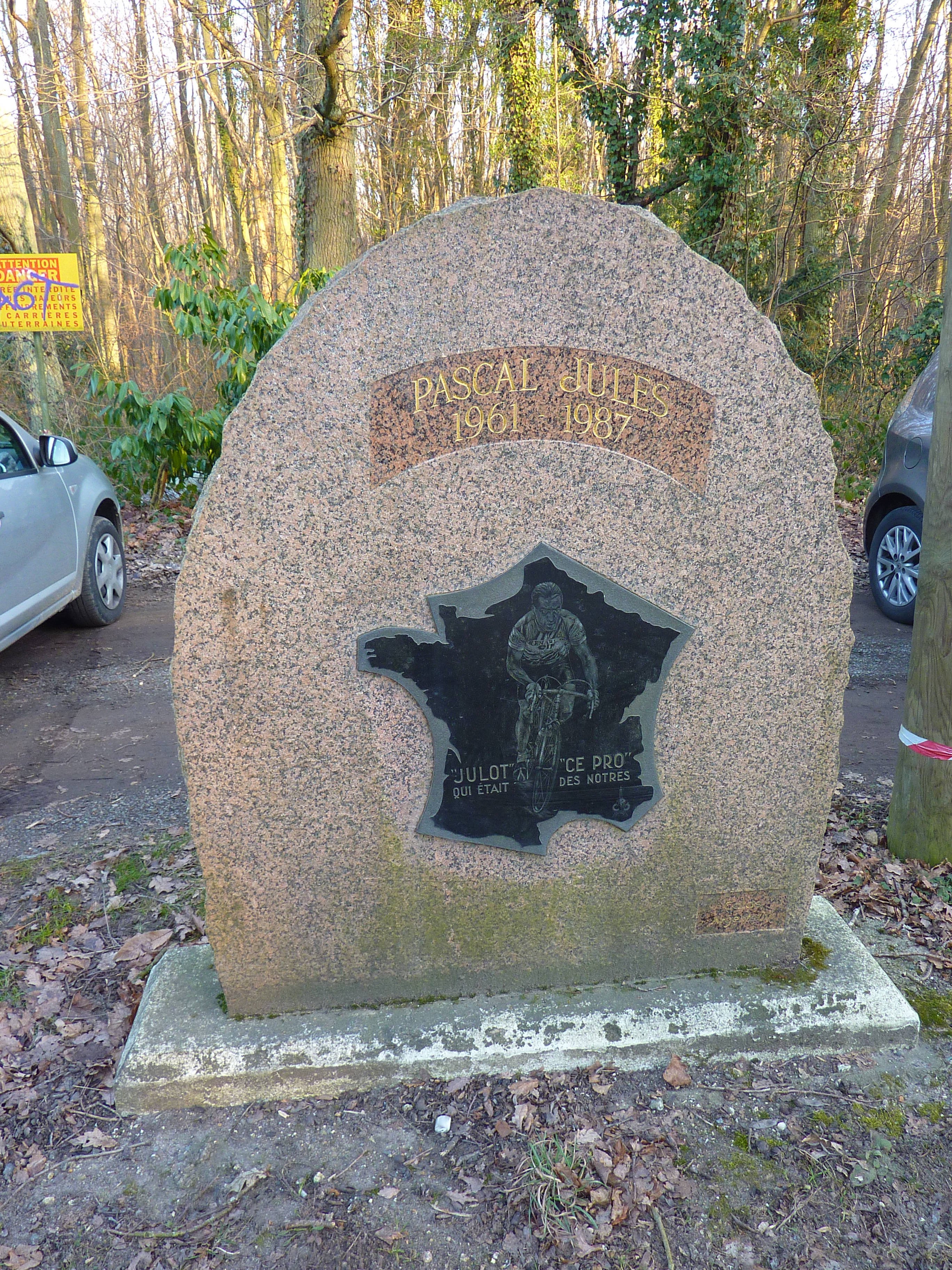
La stele che ricorda Pascal Jules a Chanteloup-les-Vignes

Professionista dal 1982 al 1987, vinse una tappa al Tour de France 1984.

## Carriera
Passò professionista nel 1982 con la Renault-Elf di Cyrille Guimard, vincendo nella prima stagione una tappa al Critérium du Dauphiné Libéré, il prologo del Giro del Lussemburgo, una tappa al Tour de l'Avenir e una tappa all'Étoile des Espoirs; in stagione fu anche secondo alla Parigi-Bruxelles, al Giro del Piemonte e al Giro di Lombardia. Nel 1983 vinse una tappa al Tour d'Armor, una tappa e la classifica generale del Circuit de la Sarthe e una tappa e la generale al Tour de l'Oise; fu anche terzo alla Liegi-Bastogne-Liegi 1983 e partecipò al suo primo Tour de France.
Nel 1984 si aggiudicò l'ottava frazione al Tour de France, sul traguardo di Nantes, il Grand Prix de Saint-Raphaël e una tappa al Tour du Midi-Pyrénées; nel 1985 ottenne quindi un secondo successo al Circuit de la Sarthe, sua unica affermazione stagionale. Nel 1986 passò alla Seat-Orbea di Domingo Perurena: con questa squadra vinse una tappa al Tour de la Communauté Européenne in Portogallo nel 1986 e una tappa alla Vuelta a Andalucía nel 1987. Morì il 25 ottobre 1987 in un incidente stradale in Normandia.
Nelle sei stagioni da professionista partecipò a quattro edizioni del Tour de France, una del Giro d'Italia, una della Vuelta a España e a due edizioni dei campionati del mondo. È padre del ciclista professionista Justin Jules.

## Palmarès
- 1982 (Renault-Elf, quattro vittorie)

4ª tappa, 2ª semitappa Critérium du Dauphiné Libéré (Bourg-en-Bresse > Lione)
Prologo Tour de Luxembourg (Lussemburgo, cronometro)
11ª tappa Tour de l'Avenir (Morzine > Morzine)
4ª tappa Étoile des Espoirs (Mont-de-Marsan > Oloron)
- 1983 (Renault-Elf, cinque vittorie)

1ª tappa Tour d'Armor (Quimper > Redon)
2ª tappa Circuit de la Sarthe (Yvré-l'Évêque > Château-du-Loir)
Classifica generale Circuit de la Sarthe
Prologo Tour de l'Oise (cronometro)
Classifica generale Tour de l'Oise
- 1984 (Renault-Elf, tre vittorie)

Ronde des Pyrénées Méditerranéennes
Grand Prix de Saint-Raphaël
2ª tappa, 1ª semitappa Tour du Midi-Pyrénées (Capvern > Auch)
8ª tappa Tour de France (Le Mans > Nantes)
- 1985 (Renault-Elf, una vittoria)

Classifica generale Circuit de la Sarthe
- 1986 (Seat-Orbea, una vittoria)

1ª tappa Tour de la Communauté Européenne (Porto > Viseu)
- 1987 (Seat-Orbea e Caja Rural-Orbea, una vittoria)

4ª tappa Vuelta a Andalucía (Siviglia > Cabra)

### Altri successi
- 1982

Criterium di Fontenay-sous-Bois
- 1983

Criterium di Quillan
- 1984

3ª tappa Tour de France (Louvroil > Valenciennes, cronosquadre)
Criterium di Château-Chinon

## Piazzamenti

### Grandi Giri
- Giro d'Italia

1987: 85º
- Tour de France

1983: 61º
1984: 21º
1986: fuori tempo massimo (2ª tappa)
1987: 114º
- Vuelta a España

1986: 77º

### Classiche monumento
- Giro delle Fiandre

1984: 12º
- Parigi-Roubaix

1982: 36º
1986: 37º
- Liegi-Bastogne-Liegi

1983: 3º
1984: 10º
- Giro di Lombardia

1982: 2º

### Competizioni mondiali
- Campionati del mondo

Praga 1981 - Cronosquadre Dilettanti: 6º
Altenrhein 1983 - In linea Professionisti: ritirato
Barcellona 1984 - In linea Professionisti: ritirato